# Górniczek (zwyczajny)
Górniczek (zwyczajny) (Eremophila alpestris) – gatunek małego ptaka z rodziny skowronków (Alaudidae). Zasiedla Eurazję i Amerykę Północną, niewielkie izolowane populacje także północno-zachodnią Afrykę (Maroko) i północno-zachodnią Amerykę Południową (Kolumbia). Północne populacje są wędrowne.

## Systematyka i zasięg występowania
Międzynarodowy Komitet Ornitologiczny (IOC) wyróżnia ponad czterdzieści podgatunków E. alpestris:
- E. alpestris arcticola (Oberholser, 1902) – północna Alaska do Kolumbii Brytyjskiej (zachodnia Kanada).
- E. alpestris hoyti (Bishop, 1896) – północna Kanada.
- górniczek (zwyczajny) (E. alpestris alpestris) (Linnaeus, 1758) – wschodnia Kanada.
- E. alpestris merrilli (Dwight, 1890) – zachodnie wybrzeża Kanady i USA.
- E. alpestris strigata (Henshaw, 1884) – wybrzeża południowej Kolumbii Brytyjskiej do wybrzeży Oregonu (zachodnie USA).
- E. alpestris alpina (Jewett, 1943) – góry zachodniego Waszyngtonu (północno-zachodnie USA).
- E. alpestris lamprochroma (Oberholser, 1932) – góry w środkowej części zachodniego USA.
- E. alpestris leucolaema Coues, 1874 – południowa Alberta (południowo-zachodnia Kanada) przez północno-środkowe i środkowe USA.
- E. alpestris enthymia (Oberholser, 1902) – południowo-środkowa Kanada do Oklahomy i Teksasu (środkowe USA).
- E. alpestris praticola (Henshaw, 1884) – południowo-wschodnia Kanada, północno-wschodnie i wschodnio-środkowe USA.
- E. alpestris sierrae (Oberholser, 1920) – góry północno-wschodniej Kalifornii (zachodnie USA).
- E. alpestris rubea (Henshaw, 1884) – środkowa Kalifornia.
- E. alpestris utahensis (Behle, 1938) – góry zachodnio-środkowego USA.
- E. alpestris insularis (Dwight, 1890) – środkowa część południowej Kalifornii.
- E. alpestris actia (Oberholser, 1902) – nadbrzeżne góry południowej Kalifornii i północna Kalifornia Dolna (północno-zachodni Meksyk).
- E. alpestris ammophila (Oberholser, 1902) – pustynie południowo-wschodniej Kalifornii i południowo-zachodnia Nevada (południowo-zachodnie USA).
- E. alpestris leucansiptila (Oberholser, 1902) – pustynie południowej Nevady, zachodnia Arizona (południowo-zachodnie USA) i północno-zachodni Meksyk.
- E. alpestris occidentalis (McCall, 1851) – północna Arizona do środkowego Nowego Meksyku (południowo-zachodnie USA).
- E. alpestris adusta (Dwight, 1890) – południowa Arizona i południowy Nowy Meksyk, prawdopodobnie północno-środkowy Meksyk.
- E. alpestris enertera (Oberholser, 1907) – środkowa Kalifornia Dolna.
- E. alpestris giraudi (Henshaw, 1884) – nadbrzeża południowo-środkowego USA i północno-wschodniego Meksyku.
- E. alpestris aphrasta (Oberholser, 1902) – Chihuahua i Durango (północno-zachodni Meksyk).
- E. alpestris lactea A. R. Phillips, 1970 – Coahuila (północno-środkowy Meksyk).
- E. alpestris diaphora (Oberholser, 1902) – południowa Coahuila do północno-wschodniego Puebla (północno-środkowy i wschodni Meksyk).
- E. alpestris chrysolaema (Wagler, 1831) – od zachodnio-środkowego do wschodni-środkowego Meksyku.
- E. alpestris oaxacae (Nelson, 1897) – południowy Meksyk.
- E. alpestris peregrina (P. L. Sclater, 1855) – Kolumbia.
- górniczek północny (E. alpestris flava) (J. F. Gmelin, 1789) – północna Europa i północna Azja.
- górniczek stepowy (E. alpestris brandti) (Dresser, 1874) – południowo-wschodnia europejska część Rosji do zachodniej Mongolii i północnych Chin.
- górniczek marokański (E. alpestris atlas) (Whitaker, 1898) – Maroko.
- E. alpestris balcanica (Reichenow, 1895) – południowe Bałkany i Grecja.
- E. alpestris kumerloevei Roselaar, 1995 – zachodnia i środkowa Anatolia.
- górniczek jasnogłowy (E. alpestris penicillata) (Gould, 1838) – wschodnia Turcja i Kaukaz do Iranu.
- E. alpestris bicornis (C. L. Brehm, 1842) – Liban do granicy między Syrią a Izraelem.
- E. alpestris albigula (Bonaparte, 1850) – północno-wschodni Iran i Turkmenistan do północno-zachodniego Pakistanu.
- E. alpestris argalea (Oberholser, 1902) – skrajnie zachodnie Chiny.
- E. alpestris teleschowi (Przewalski, 1887) – zachodnie i zachodnio-środkowe Chiny.
- E. alpestris przewalskii (Bianchi, 1904) – północny Qinghai (zachodnio-środkowe Chiny).
- E. alpastris nigrifrons (Przewalski, 1876) – północno-wschodni Qinghai.
- górniczek himalajski (E. alpestris longirostris) (F. Moore, 1856) – północno-wschodni Pakistan i zachodnie Himalaje.
- E. alpestris elwesi (Blanford, 1872) – południowa i wschodnia Wyżyna Tybetańska.
- E. alpestris khamensis (Bianchi, 1904) – południowo-zachodnie i południowo-środkowe Chiny.

Autorzy Handbook of the Birds of the World sugerują zmniejszenie liczby podgatunków do 28. Niektórzy autorzy proponują podział tego taksonu na kilka gatunków.
W Polsce górniczek regularnie pojawia się na przelotach oraz zimuje: na zachodzie średnio licznie, na wschodzie rzadko i bardzo nielicznie.

## Morfologia
Wygląd

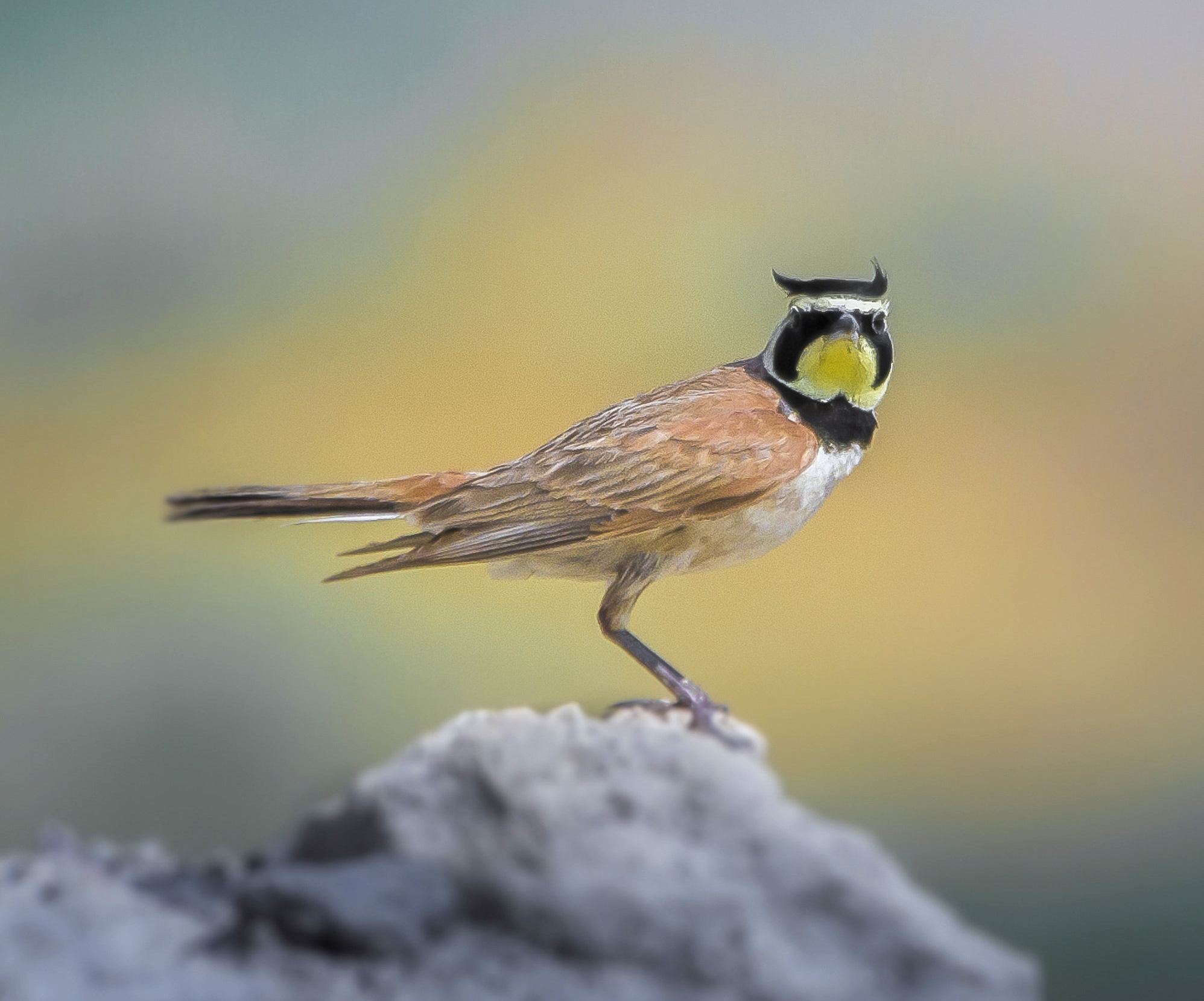
Samiec z widocznymi czubkami na głowie (Meksyk)

W lecie czarno-żółta maska. W szacie godowej maska jasnożółta, na czarnym czole widać dwa czubki; czarne wąsy oraz plama na gardle. Reszta głowy i grzbiet różowobrązowe w delikatne czarne kreski. Spód ciała biały z różowobrązowym nalotem na bokach piersi. Ogon różowobrązowy, czarny po bokach. Zimą rysunek na głowie prawie znika.
Wymiary
Długość ciała wynosi 15–18 cm, a masa ciała 30–45 g.

## Ekologia i rozród
Biotop

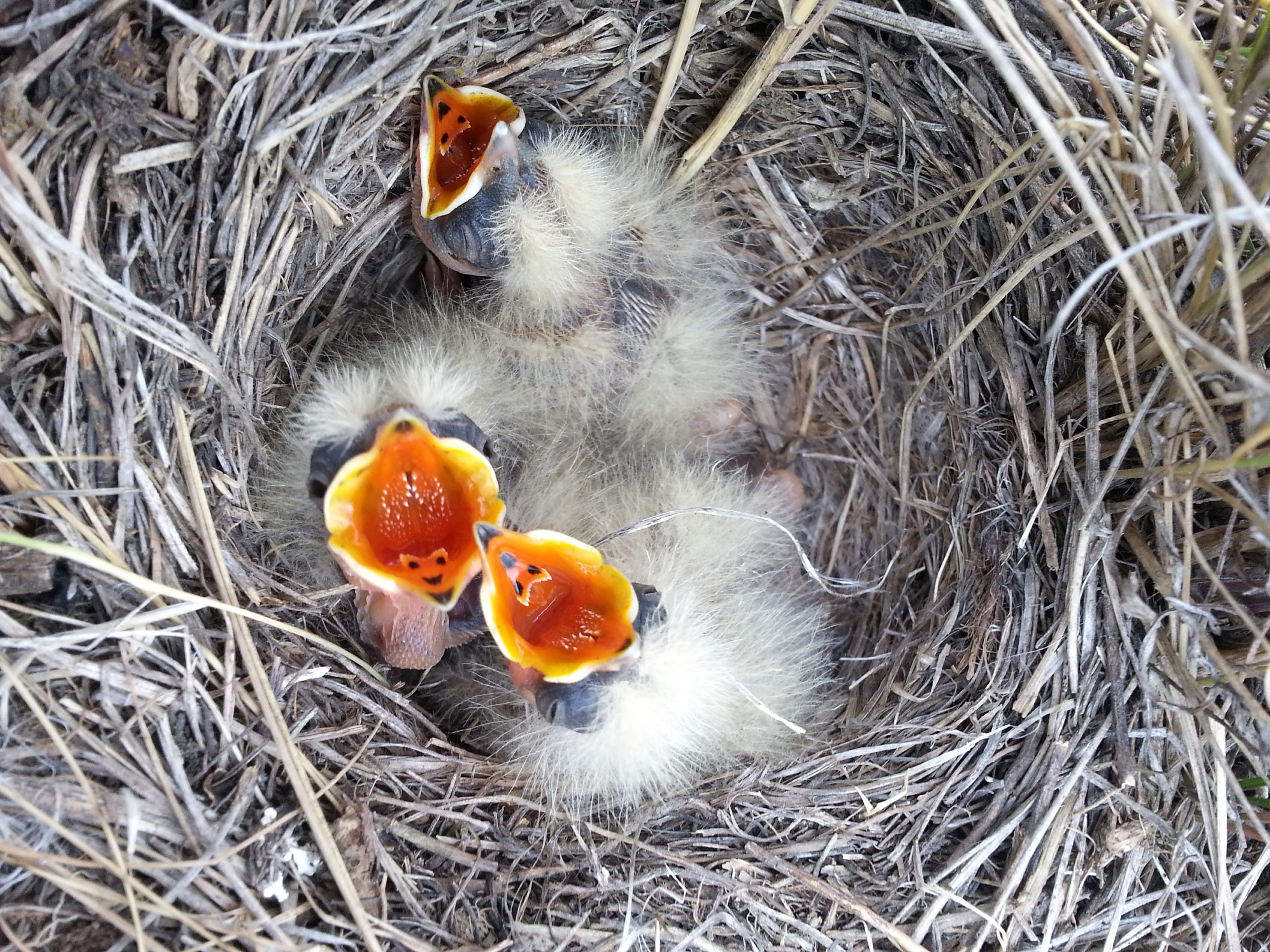
Gniazdo z pisklętami sfotografowane w prowincji Alberta w Kanadzie

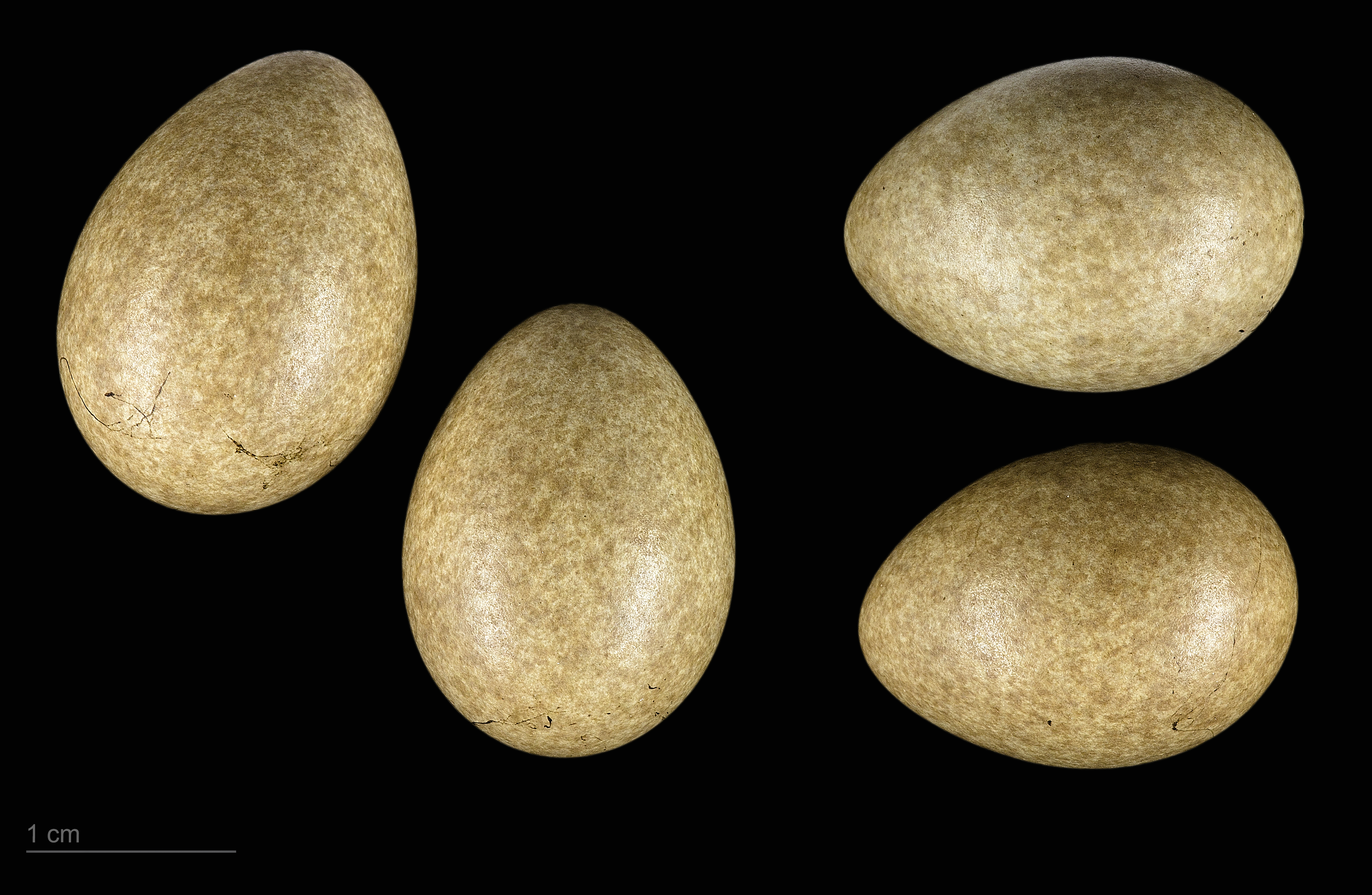
Eremophila alpestris flava

Ptak ten zamieszkuje przede wszystkim tundrę i strefy alpejskie w górach. Występuje najdalej na północ ze wszystkich skowronków.
Jaja
W pierwszym lęgu 2–5 jaj, w lęgu powtórzonym 2 lub 3. Lęgi od maja do lipca.
Wysiadywanie i rozwój piskląt
Wysiadywanie trwa 11–12 dni. Pisklęta pozostają w gnieździe 10–12 dni, a zdolność lotu uzyskują, mając 16–18 dni.
Pożywienie
W sezonie lęgowym żywi się bezkręgowcami (zwłaszcza owadami i ich larwami), zimą materiałem roślinnym (nasionami). Pisklęta są karmione niemal wyłącznie bezkręgowcami, w tym także pierścienicami.

## Status i ochrona
Międzynarodowa Unia Ochrony Przyrody (IUCN) uznaje górniczka za gatunek najmniejszej troski (LC – Least Concern) nieprzerwanie od 1988 roku. Organizacja Partners in Flight w 2017 roku szacowała liczebność światowej populacji na około 140 milionów dorosłych osobników. Globalny trend liczebności populacji uznawany jest za spadkowy, choć według szacunków BirdLife International populacja europejska jest stabilna.
W Polsce jest objęty ścisłą ochroną gatunkową.